# استفانو کاتای
استفانو کاتای (ایتالیایی: Stefano Cattai؛ زادهٔ ۲۹ نوامبر ۱۹۶۷) دوچرخه‌سوار اهل ایتالیا است.